# SPARK (イベント)
SPARKは、2022年より開催されている女性アイドルのライブイベント。

## 概要
2022年に山中湖で初開催。2024年は川崎で開催。

## 2022 in YAMANAKAKO
- 日程：7月16～18日
- 会場：山中湖交流プラザ きらら
- 運営：株式会社DISK GARAGE
- 制作協力：株式会社シブヤテレビジョン
- 後援：山梨日日新聞、YBS山梨放送

### 出演権争奪戦
6月24日から7月8日にかけて、17LIVE内で行われたオーディション。
|       | 1位            | 2位                 | 3位            | その他出演者 |
| ----- | -------------- | ------------------- | -------------- | --- |
| 第1弾 | アイドロップ   | PATI PATI CANDY...☆ | ぼくらが夜明け | A lot of love! 、IVY、異世界ノスタルジア、イノセントリリー、うさぎ症候群、CoCoLo♡RiPPLe、小粒、せろとにん✖️ばくだん、とわる、ViVian、FanCy-、FUJI SAKURA塾、ポピーポエット、リルグラムズ、re-mito、MAKE、HappinessDreamer(ハピドリ♪)、9DayzGlitchClubTokyo |
| 第2弾 | A lot of love! | CoCoLo♡RiPPLe       | 青山Rabness    | アイドロップ、あまりりす、異世界ノスタルジア、今西ゆうた、小粒、属性コントラクト、THE+BETH、炭酸くろにくるっ、電脳カプセル、Dot Rose、FUJI SAKURA塾、ポピーポエット、re-mito、ログ、MAKE、Planet Merry、マリーナブルー                                     |
| 第3弾 | LYSM           | 小粒                | EMNee          | 『アイコノクラズム』、高貴な絶対零度、CoCoLo♡RiPPLe、属性コントラクト、THE+BETH、GTRA、炭酸くろにくるっ、電脳カプセル、ViVian、FanCy-、FUJI SAKURA塾、ポピーポエット、夢幻のシナリオ、9DayzGlitchClubTokyo、MAKE                                           |

### 出演者
- i-COL
- iSPY
- I MY ME MINE
- I'mew（あいみゅう）
- iLIFE!
- Axelight
- あそこでクマがおどってるっっ！
- Appare!
- アップアップガールズ（仮）
- アップアップガールズ（2）
- アルテミスの翼
- alma
- Ange☆Reve
- アンスリューム
- いぎなり東北産
- INUWASI
- UtaGe!
- ukka
- 衛星とカラテア
- HKT48

- SKE48
- SKE48 プリマステラ
- STU48
- STU48瀬戸内PR部隊Season2
- NGT48
- elsy
- THE ORCHESTRA TOKYO
- かすみ草とステラ
- 神宿
- カラフルスクリーム
- 可憐なアイボリー
- KissBee
- 九州女子翼
- Quubi
- 煌めき☆アンフォレント
- キングサリ
- QUEENS
- クマリデパート
- 群青の世界
- 上月せれな

- CALL MY NAME
- Kolokol
- サクヤコノハナ
- さよならステイチューン
- SANDAL TELEPHONE
- C;ON
- シークレットシャノワール
- situasion
- Shibu3 project
- JAPANARIZM
- JamsCollection
- SHUGAR(塩川莉世)
- しろもん
- シンデレラ宣言！
- Sweet Alley
- CYNHN
- 透色ドロップ
- 綺星★フィオレナード
- Sekaisen
- 刹那的アナスタシア

- DIALOGUE+
- Task have Fun
- TEAM SHACHI
- chuLa
- 超ときめき♡宣伝部
- 月に足跡を残した6人の少女達は一体何を見たのか...
- tipToe.
- Devil ANTHEM.
- テラス×テラス
- 天使にはなれない
- Twinkle Project☆
- 東京女子流
- NACHERRY
- ナナランド
- なんキニ！
  1. 2i2
- 二丁目の魁カミングアウト
- NUANCE
- NEO JAPONISM

- NEMURIORCA
- notall
- のらりくらり
- のんふぃく！
- buGG
- ばってん少女隊
- 花いろは
- ハニースパイスRe.
- Bunny La Crew
  1. ババババンビ
- パラディーク
- パラレルサイダー
- Palette Parade
- Peel the Apple
- 翡翠キセキ
- Pimm's
- BEYOOOOONDS
- PHiZZ
- フィロソフィーのダンス
- FES☆TIVE

- 風男塾
- ぶどう党
- FRUITS ZIPPER
- BREAK TIME GIRLS
- 風和里
- BABY-CRAYON〜1361〜
- ベンジャス！
- ほくりくアイドル部
- ポスタルジア
- HO6LA
- MyDearDarlin'
- マジカル・パンチライン
- 真っ白なキャンバス
- まねきケチャ
- Malcolm Mask McLaren
- 未来サプライズ
- めいどいん！
- メイビーME
- 唯美人形
- 夢みるアドレセンス

- ゆるめるモ！
- よーよーよー
- ラテラルアーク
- 愛乙女☆DOLL
- Run Girls, Run！
- Lily of the valley
- LinQ
- Ringwanderung
- Luce Twinkle Wink☆
- ルルネージュ
- わーすた
- ワンダーウィード天
- @onefive
- わんふぁす！

## 2022 in SHINAGAWA
- 日程：12月27日
- 会場：品川インターシティホール

### 出演権争奪戦
- ナンもん！
- いすとわーるど
- TEARS-ティアーズ-（2位）
- 未来サプライズ（3位）
- YUENI
- PATI PATI CANDY...☆（1位）
- ラビットビット
- キミとのワンダーランド
- utatane
- もふる×クロス

### 出演者
- ILiFE!
- Appare!
- アンスリューム
- Ange☆Reve
- AKB48 チーム8
- elsy

- クマリデパート
- JamsCollection
- 高嶺のなでしこ
- chuLa
- Devil ANTHEM.
- ナナランド

- ≒JOY
- NEO JAPONISM
- ＃ババババンビ
- パラディーク
- Palette Parade
- FRUITS ZIPPER

- 真っ白なキャンバス
- まねきケチャ
- 夜光性アミューズ
- Luce Twinkle Wink☆

## 2023 in YAMANAKAKO
- 日程：7月15～17日
- 会場：山中湖交流プラザきらら
- 運営：株式会社DISK GARAGE
- 企画・制作：株式会社PLAYYTE
- 後援：F山梨日日新聞社・山梨放送・FM FUJI・山中湖村
- 協賛：カバヤ食品株式会社・株式会社ビタットジャパン・株式会社マンダム・株式会社医食同源ドットコム・フィリップモリスジャパン合同会社・株式会社エアー・株式会社BAEL・17LIVE株式会社・SPACE MAKE・ミクチャ・OKAMURA・ゼア

### 出演者
- アイアイタイガー
- iSPY
- アイテムはてるてるのみ
- I MY ME MINE
- iLiFE!
- アキシブproject
- アキストゼネコ
- あげもん！
- Appare!
- アップアップガールズ（仮）
- アップアップガールズ（2）
- ANA®KIE
- AVAM
- アポストロフィ
- AMEFURASHI
- 雨模様のソラリス
- Ange☆Reve
- アンスリューム
- いぎなり東北産
- IIIIIDIOM
- INUWASI
- UtaGe!
- ukka
- 衛星とカラテア
- HKT48

- AKB48 研究生
- STU48
- STU48　瀬戸内PR部隊Season2
- NGT48
- elsy
- THE ORCHESTRA TOKYO
- OCHA NORMA
- かかかぶぶぶききき!!!
- かすみ草とステラ
- カリスマめんざいふ！
- 可憐なアイボリー
- Kiss Bee
- 君とセレンディピティ
- CANDY TUNE
- 九州女子翼
- きゅるりんってしてみて
- キングサリ
- QUEENS
- クマリデパート
- CROWN POP
- 群青の世界
- COMIQ ON!
- comme moi
- CALL MY NAME
- サクヤコノハナ

- さよならステイチューン
- SANDAL TELEPHONE
- Sharply# x Flutterb
- C;ON
- 疾走クレヨン
- Shibu3 project
- JAPANARIZM
- JYA☆PON
- Sha☆in
- Jams Collection
- Chou2Precede
- ×純文学少女歌劇団
- Sweet Alley
- CYNHN
- 透色ドロップ
- 夜宙☆ShiNew'
- 彗星♩dropTune°
- スタプラ研究生
- STAiNY
- すてねこキャッツ
- SUPER☆GiRLS
- セカモノ
- SAISON
- ぜろから☆すた→と
- 1461日のクレシドラ

- 外神田文芸高校from電音部
- DIALOGUE＋
- 太陽と踊れ月夜に唄え
- 高嶺のなでしこ
- Task have Fun
- つばきファクトリー
- twinpale
- TEAM SHACHI
- chuLa
- 溺愛めりーごーらんど
- 手羽先センセーション
- Devil ANTHEM.
- テンシメシ໒꒱
- 2o Love to Sweet Bullet
- ドラマチックレコード
- ＃ドレミファソラシード
- ナナランド
- なんキニ！
- ＃2i2
- 虹のコンキスタドール
- 二丁目の魁カミングアウト
- にっぽん！真骨頂
- Nina Pelea
- NUANCE
- NEO JAPONISM

- Neo Standard
- ネコプラpixx.
- のらりくらり
- ノルニル
- のんふぃく！
- buGG
- はちみつBLACK
- Honey Parasol
- 花いろは
- Bunny La Crew
- ＃ババババンビ
- パラディーク
- Palette Parade
- ハープスター
- ハロプロ研修生ユニット'23
- ピコリモード
- びーた・ぱぴよん～Giselle united～
- PiXMiX
- 1つ足りない賽は投げられた
- びっくえんじぇる
- Pimm's
- BEYOOOOONDS
- fishbowl
- フィロソフィーのダンス
- FES☆TIVE

- ぶどう党
- フューチャーサイダー
- Fenomeno
- Fragrant Drive
- FRUITS ZIPPER
- BREAK TIME GIRLS
- Falench.
- Planet Merry
- フロレリーサ
- PEXACOA
- ベンジャス！
- MyDearDarlin'
- MAGICAL SPEC
- マジカル・パンチライン
- 真っ白なキャンバス
- まねきケチャ
- 豆柴の大群
- Malcolm Mask McLaren
- ミスティア
- MISS MERCY
- 宮本佳林
- 未来サプライズ
- Mirror,Mirror
- ＃Mooove!
- メイビーME

- 夜光性アミューズ
- 夢みるアドレセンス
- 4次元コンパス
- よるもにゅ！
- ＃よーよーよー
- ラブアグレッション
- LOVE 9 LOVE
- LinQ
- LinQ Qty
- りんご娘
- Luce Twinkle Wink☆
- ルルネージュ
- Layn
- わーすた
- ワンダーウィード天
- @onefive

## 2024 in KAWASAKI
- 日程：7月13～15日
- 会場：川崎市東扇島東公園

## 2024
- 日程：12月29日、30日
- 会場：品川ステラボール